# Namie Amuro
Namie Amuro (安室 奈美恵 Amuro Namie) (født 20. september 1977 i Naha i Japan) er en japansk popkunstner.
Namie er udnævnt til hip-hop-musikkens dronning i Japan. Hendes optræden består af sang og dans ofte med en ledsagende dansegruppe.
Listen over hits er omfattende og omfatter blandt andre "Body Feels EXIT", "Can You Celebrate?", "RESPECT the POWER OF LOVE", "Say the word", "SO CRAZY", "Sweet 19 Blues", "Think of me". I 2011 kom "Arigatou - thank the world for LOVE".
Som titlerne antyder, følger Namie Amuro den udbredte skik i Japan at synge på japansk men med enkelte engelske sætninger indlagt.

## Karriere
Hun blev født i Naha, Okinawa og debuterede som 14-årig som idol i pigegruppen Super Monkey's. Gruppens popularitet var beskeden, men den nåede dog at få udgivet singlen "Try Me (Watashi o Shinjite)" i 1995.
Amuro forlod Toshiba-EMI efter udgivelsen af yderligere to solo-singler. Hun fortsatte her efter med en solokarriere, i et samarbejde med det den gang beskedne selvstændige Avex Trax. Under ledelse af produceren Tetsuya Komuro opnåede Amuro hurtigt et kommercielt gennembrud med flere million-sælgende plader, og hun blev tillige en trendsætter i fashions. Hendes single "Can You Celebrate?" fra 1997 blev Japans bedst sælgende single med en kvindelig solo-artist. I slutningen af 1997 stoppede Amuro imidlertid sin karriere på grund af ægteskab og graviditet.
Hun fik et come-back i musikken i 1998 med nummeret "I Have Never Seen", men nåede ikke tidligere salgshøjder. Efter uofficielt at have stoppet samarbejdet med Tetsuya Komuro i 2001, indtrådte Amuro i gruppen Suite Chic og begyndte her efter sin karriere som sangerinde inden for R&B og hip-hop. Dette førte til det sjette studio album 'Queen of Hip-Pop' fra 2005, hvilket bragte Amuro en genskabt popularitet som hip-hop-sangerinde. Hendes syvende album 'Play' fra 2007 kom på toppen af musiklisterne og blev fulgt op af albummet "60s 70s 80s" fra 2008.
Med mere end 10 år på toppen siden sin debut er Amuro blandt de længst virkende populære kvindelige sangere i Japan. Hun har med held forsvaret sin stilling som fraskilt og arbejdende, enlig moder. Den 30. juli 2008 udgav Amuro sit første greatest hits-album, Best Fiction efter overgangen til R&B-musik. Albummet var i 6 uger efter hinanden nr 1 på Japan's Oricon ugentlige liste, og blev udnævnt til "årets bedste album" ved 50th Japan Record Awards. 2008-2009 lavede hun turneer rundt om i Japan for at promovere sit album. Det blev beregnet, at hun optrådte for et publikum på op til 400.000 personer, hvilket formentlig er det største publikum i hendes karriere. Ifølge en opdateret liste udarbejdet af Music Station i 2010, har hun solgt over 30 millioner kopier alene i Japan, hvilket bringer hende op blandt de absolut bedst sælgende japanske artister nogen sinde.

## Diskografi

### Studiealbummer
- 1995: Dance Tracks Vol. 1
- 1996: Sweet 19 Blues
- 1997: Concentration 20
- 2000: Genius 2000
- 2000: Break the Rules
- 2003: Style
- 2005: Queen of Hip-Pop
- 2007: Play
- 2009: Past<Future
- 2012: Uncontrolled
- 2015: _genic

### Opsamlingsalbummer
- 1996: Original Tracks Vol.1
- 1998: 181920
- 2002: Love Enhanced Single Collection
- 2008: Best Fiction
- 2011: Checkmate!
- 2014: Ballada
- 2017: Finally

## Koncerter og turneer
- August 31, 1996 - September 1, 1996: Summer Presents '96 Amuro Namie with Super Monkey's (sic)
- March 23, 1997 - May 18, 1997: Namie Amuro tour 1997 a walk in the park
- July 26, 1997 - August 13, 1997: Mistio presents Namie Amuro Summer Stage '97 Concentration 20
- March 20, 2000 - May 7, 2000: Namie Amuro Tour "Genius 2000"
- March 18, 2001 - May 27, 2001: Namie Amuro tour 2001 Break the Rules
- October 17, 2001 - November 10, 2001: Namie Amuro tour "AmR" '01
- November 29, 2003 - April 11, 2004: Namie Amuro So Crazy Tour Featuring Best Singles 2003-2004
- August 27, 2004 - September 20, 2004: Namie Amuro tour "fan space '04"
- September 1, 2005 - December 24, 2005: Space of Hip-Pop: Namie Amuro Tour 2005
- August 13, 2006 - November 23, 2006: Namie Amuro Best Tour "Live Style 2006"
- August 18, 2007 - April 13, 2008: Namie Amuro "Play" Tour 2007-2008
- October 25, 2008 - May 31, 2009: Namie Amuro Best Fiction tour 2008-2009
- April 3, 2010 - December 15, 2010: Namie Amuro Past<Future tour 2010
- July 30, 2011 - December 27, 2011: Namie Amuro Live Style 2011
- November 24, 2012 - December 21, 2012: Namie Amuro Five Major Dome Tour 2012 ~20th Anniversary Best~
- February 23–24, March 16 & April 26, 2013 : Namie Amuro ASIA Tour 2013
- August 16, 2013 - December 23, 2013: Feel Tour 2013
- August 22, 2014 - December 23, 2014: LIVE STYLE 2014
- September 5, 2015 - TBR: Namie Amuro Livegenic 2015–2016

## Filmografi

### Drama
- Ichigo Hakushou (TV Asahi, 1993)
- Toki wo Kakeru Shoujo (Fuji TV, 1994)
- Watashi, Mikata Desu (TBS, 1995)
- Station (NTV, 1995)
- Shounan Liverpool Gakuin (Fuji TV, 1995)
- Yonigeya Honpo (NTV, 2000)
- Watashi ga Ren'ai Dekinai Riyū (Fuji TV, 2011) (Cameo)

### Film
- That's Cunning! Shijou Saidai no Sakusen? (1996)
- Gakko II: The Learning Circle (aka: A Class To Remember II) (1996)(cameo)

## Temasange

### Sange til anime-film
- "Toi et Moi" - ending theme for Pokémon: The Movie 2000 (1999)
- "Come" - 7th ending theme song for InuYasha (2003)
- "Four Seasons" - theme song for InuYasha 3rd movie (2003)
- "Fight Together" - 14th opening for One Piece (2011)

### Sange til dramaer
- "Chase The Chance" — theme song for The Chef (NTV, 1995)
- "Can You Celebrate?" — theme song for Virgin Road (Fuji TV, 1997)
- "I Have Never Seen" — theme song for Yonigeya Honpo (NTV, 1999)
- "All for You" — theme song for Kimi ga omoi de ni Naru Mae ni (Fuji TV, 2004)
- "Baby Don't Cry" — theme song for Himitsu no Hanazono (KTV, 2007)
- "Sexy Girl" — theme song for Otome no Punch (NHK, 2008)
- "The Meaning of us" — theme song for "Onnatachi wa Nido Asobu" (BeeTV, 2010)
- "Tempest" — theme song for "Tempest" (NHK, 2011)
- "Sit! Stay! Wait! Down!" & "Love Story" - theme song for "The reason I can't find love" (Fuji TV, 2011)